# Clematis teuszii
Clematis teuszii là một loài thực vật có hoa trong họ Mao lương. Loài này được (Kuntze) Engl. mô tả khoa học đầu tiên năm 1915.